# Nuillé-sur-Vicoin
 Nuillé-sur-Vicoin  es una población y comuna francesa, en la región de Países del Loira, departamento de Mayenne, en el distrito de Laval y cantón de Saint-Berthevin.

## Demografía
| 966 | 966 | 926 | 1028 | 1004 | 1050 |
| Para los censos de 1962 a 1999 la población legal corresponde a la población sin duplicidades (Fuente: INSEE [Consultar]) |     |     |      |      |      |